# Sosnowiecki Rower Miejski
Sosnowiecki Rower Miejski (w skrócie SRM) – publiczny system wypożyczania rowerów w Sosnowcu, funkcjonujący w latach 2018—2023, powstał jako pierwszy w Zagłębiu Dąbrowskim i ósmy w województwie śląskim; System 3 generacji (ze stacjami bazowymi). Od 25 lutego 2024 r. zstąpiony metropolitalnym systemem Metrower 4 generacji obejmującym docelowo 31 gmin metropoli GZM (w pierwszej fazie 8 gmin). Korzystanie z roweru jest możliwe za pomocą dotychczasowych aplikacji firmy Nextbike, ale również poprzez aplikację Transport GZM.  

## Charakterystyka
Jako jeden z nielicznych system dysponował zadaszonymi stacjami, w których oprócz tradycyjnych rowerów znajdowały się także tandemy i rowery trójkołowe. Wbrew zapewnieniom oficjalnych doniesień prasowych nie jest to pierwszy taki system w Polsce. Rowery tego typu w systemach publicznych były dostępne od co najmniej 2015 r., a w regionie pojawiły się wcześniej w Tychach. Sosnowiec za to jako pierwszy wprowadził zadaszone stacje dokujące. Operatorem systemu została firma Nextbike. 
System funkcjonował od początku kwietnia do końca listopada. Wyjątkiem był 2020 rok, gdzie ze względu na pandemię, system został uruchomiony 11 maja. Stacje czynne były całodobowo przez 7 dni w tygodniu. Rowery można było wypożyczać przez terminal (wpisanie nr telefonu, kodu pin i kodu roweru) lub przez dedykowaną aplikację mobilną Sosnowieckiego Rower Miejski lub dowolnego obsługiwanego przez NextBike (wpisanie kodu roweru lub zeskanowanie kodu QR).
SRM był jednym z elementów szerszego projektu związanego z budową infrastruktury rowerowej w mieście; 

## Historia
W 2016 r. Urząd Miejski w Sosnowcu ogłosił wart 1,7 mln zł przetarg na wybudowanie i wyposażenie zadaszonych stacji roweru miejskiego. Oddzielny przetarg został ogłoszony na zarządzanie i eksploatację systemu miejskich wypożyczalni rowerów. W  pierwotnej specyfikacji przetargowej zapisano całoroczne funkcjonowanie systemu. Po unieważnieniu przetargu zmieniono założenia, że system ma działać z wyłączeniem miesięcy zimowych (grudzień, styczeń, luty, marzec). W kolejnym przetargu, ogłoszonym 4 kwietnia, ofertę złożyła tylko firma Nextbike. 16 lutego 2017 r. została podpisana umowa. 

### Start systemu
Pierwotnie system miał zostać uruchomiony w marcu 2018 r., potem kwietniu 2018 r.. Ostatecznie system został uruchomiony 1 czerwca 2018 r., co w rzeczywistości czyni go ósmym w kolejności uruchomienia w województwie — oprócz Katowic i Gliwic system roweru publicznego posiadały już wcześniej Pszczyna (od 2017 r.) i Bielsko-Biała (od 2014 r.), a wcześniej w tym samym roku został uruchomiony w Tychach, Częstochowie i Zabrzu). Niektóre media ( Onet, Dziennik Zachodni, TVS, portal miejski oraz ESKA) przytaczając informację prasową UM Sosnowiec podawały, że Sosnowiecki Rower Miejski jest trzecią tego typu inwestycją w województwie śląskim. Planowany na 86 stacji i 882 rowerów ulokowanych we wszystkich dzielnicach miasta w momencie uruchomienia miał 9 stacji: oraz 130 rowerów w tym tandemy i rowery trójkołowe. W momencie uruchomienia pierwsze 30 minut wypożyczenia roweru było darmowe, potem opłaty narastały stopniowo. Od 31 do 60 minuty opłata wynosiła 1 zł; Następna rozpoczęta godzina 2 zł, trzecia – 3 zł, a każda następna powyżej 3 godzin – 4 zł. 

### Integracja z sąsiednimi miastami
Jeszcze przed uruchomieniem stacji w systemie było zarejestrowanych 1846 mieszkańców miasta którzy korzystali z systemów Nextbike w innych miastach. Sam system był kompatybilny z katowickim systemem City by bike i po rozmowach 5 kwietnia 2019 r. zsynchronizowano zgodne systemy z miast metropolii. Od tego momentu rowery z 5 miast: Katowic, Tychów, Chorzowa, Siemianowic Śląskich i Sosnowca można było zostawiać w dowolnych stacjach z obszaru wymienionych miast..

### Rozbudowa
Jeszcze w 2018 r. miasto ubiegało się o dodatkowe środki w Śląskim Urzędzie Marszałkowskim na uruchomienie kolejnych 11 stacji i udostępnienie 110 rowerów. Pierwszą dodatkową (dziesiątą) stację uruchomiono w lipcu 2019 r. –  w okolicy kompleksu rekreacyjnego Stawiki. W tym samym roku po raz pierwszy pojawiły się projekty budowy nowych stacji w Budżecie Obywatelskim w Sosnowcu. Pierwsza stacja z projektów mieszkańców powstała w Porąbce u zbiegu ulic Zagórskiej i Wiejskiej.

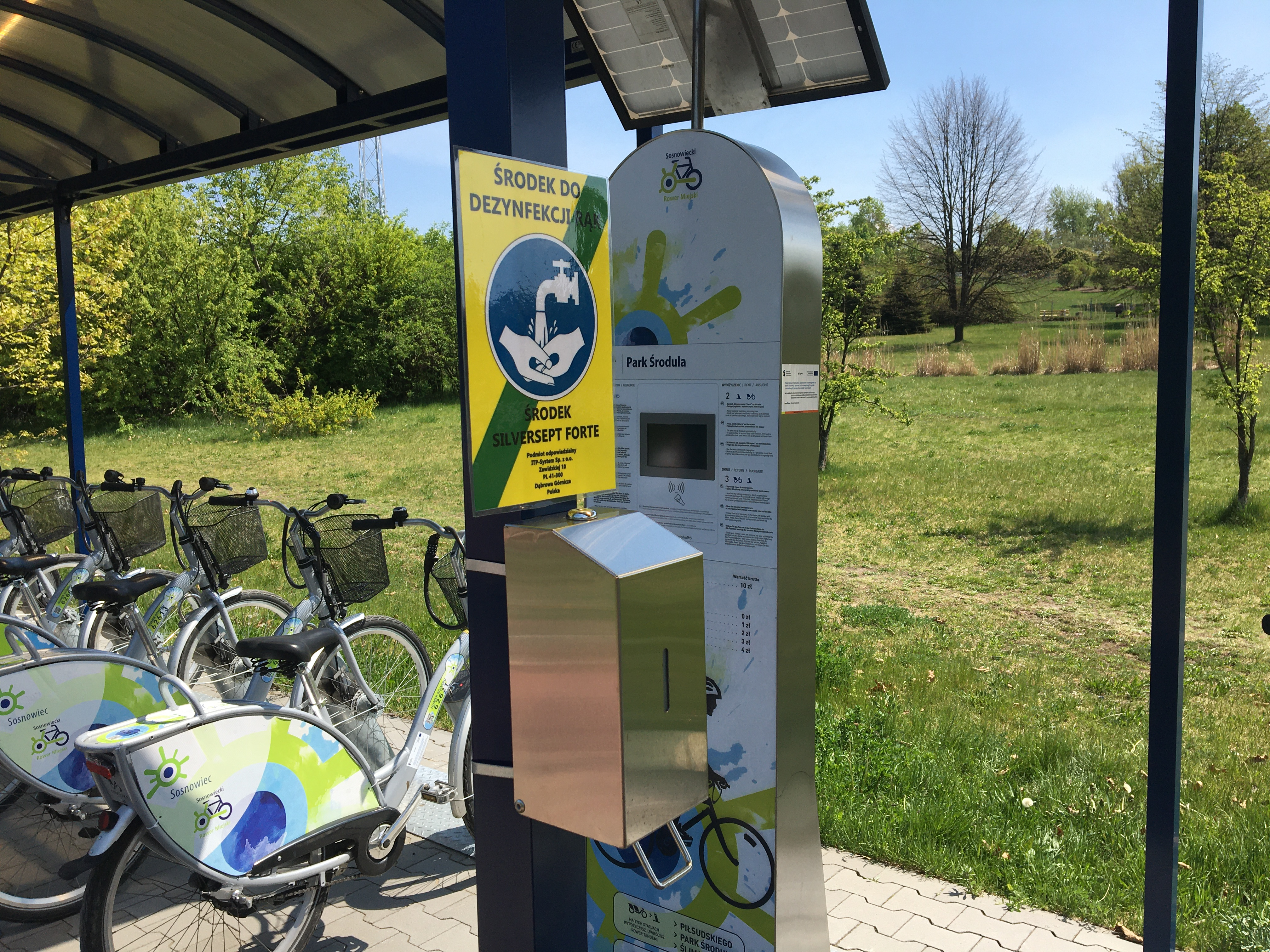
Dozownik z płynem do dezynfekcji rąk przy jednej ze stacji w Sosnowcu

W 2020 r. w systemie uruchomiono 12 kolejnych stacji. Dzięki rozbudowie dostępnych było 22 stacji oraz 270 rowerów. Pojawiły się także rowery wyposażone w foteliki dla dzieci, rowery cargo oraz rowerki dziecięce. W 2020 r. system ruszył z opóźnieniem ze względu na pandemię COVID-19. Ze względu na zagrożenie pandemiczne system został doposażony w dozowniki do płynu do dezynfekcji rąk. Od 1 kwietnia 2020 r. za wypożyczenie roweru można było również płacić kartą Multisport - w ramach abonamentu przysługiwała godzina wypożyczenia dziennie z programem MulltiSport Bike (przejazdy w ramach abonamentu). Planowano także by płatności można było dokonywać także z użyciem usługi SMS, szybkich przelewów oraz karty ŚKUP. 

## Rowery i infrastruktura
System składał się ze 270 rowerów i 23 zadaszonych bezobsługowych stacji dokujących. W ramach systemu oprócz tradycyjnych rowerów miejskich były dostępne tandemy (16 sztuk), rowery trójkołowe dla osób niepełnosprawnych i mających problem z równowagą (4 sztuki), rowery wyposażone w foteliki do przewozu dzieci (10 sztuk), rowery typu cargo (10 sztuk), rowery dla dzieci ( 10 sztuk).

### Stacje[35]
| Nazwa stacji / Dzielnica         | Liczba stojaków | Tandemy | Trójkołowe | Cargo | Z fotelikami dla dzieci | Dla dzieci | Lokalizacja |
| -------------------------------- | --------------- | ------- | ---------- | ----- | ----------------------- | ---------- | --- |
| Piłsudskiego 01                  | 10              | x       |            |       | x                       |            | obrzeża Parku im. porucznika pilota Jana Fusińskiego przy Egzotarium                                                     |
| Rondo Uznańskiego 02             | 10              |         |            |       | x                       |            | róg ul. Mireckiego i ul. Piłsudskiego                                                                                    |
| Kościelna 03 / Centrum           | 10              |         |            |       | x                       |            | w sąsiedztwie kładki Naftowa – Wspólna, Dworzec PKP Sosnowiec Południowy, Zagłębiowska Mediateka                         |
| Rondo Zagłębia Dąbrowskiego 04   | 10              |         |            |       | x                       |            | dawne Rondo E. Gierka, od strony ul. Małachowskiego i 1 Maja                                                             |
| Rondo Ludwik 05                  | 10              |         |            |       | x                       |            | zbieg ulica Narutowicza od strony ul. 1 Maja,                                                                            |
| Narutowicza 06                   | 10              |         |            |       | x                       |            | przy centrum wspinaczkowym Poziom 450                                                                                    |
| Park Środula 07 / Środula        | 30              | x       |            | x     | x                       |            | w Parku Środula, w sąsiedztwie kładki nad ul. 3 Maja                                                                     |
| Ślimak 08                        | 30              |         | x          | x     | x                       |            | ul. 3 Maja, przy estakadzie Ślimak                                                                                       |
| Parkowa 09 / Sielec              | 10              |         |            |       | x                       |            | na obrzeżach Parku Sieleckiego w pobliżu Zespołu Szkół Muzycznych                                                        |
| Stawiki 10                       | 24              | x       |            | x     | x                       | x          | w pobliżu Stawików i Stadionu Ludowego                                                                                   |
| Dworzec Główny 11 / Centrum      | 24              |         |            | x     | x                       |            | ul. 3 Maja, w rejonie Dworca PKP.                                                                                        |
| Park Sielecki 12 / Sielec        | 24              | x       |            | x     | x                       | x          | ul. 3 Maja, rejon przejścia podziemnego przy Parku Sieleckim;                                                            |
| Gospodarcza 13 / Pogoń           | 24              |         |            | x     | x                       |            | ul. Gospodarcza, w rejonie Parafii pw. Nawiedzenia Najświętszej Marii Panny                                              |
| Rondo Koniecznej 14 / Pogoń      | 12              |         |            |       | x                       |            | ul. Orla, skrzyżowanie z ulicą Nowopogońską i Staropogońską.                                                             |
| Będzińska 15 / Pogoń             | 24              |         |            | x     | x                       |            | ul. Będzińska, w rejonie Wydziału Nauk Przyrodniczych.                                                                   |
| Rondo Siemieńskiego 16 / Zagórze | 24              |         |            | x     | x                       |            | ul. Braci Mieroszewskich, skrzyżowanie z ul. Dmowskiego.                                                                 |
| Blachnickiego 17 / Zagórze       | 24              |         |            | x     | x                       |            | ul. Blachnickiego, skrzyżowanie z ul. Braci Mieroszewskich.                                                              |
| Rondo Jana Pawła II 18 / Zagórze | 24              |         |            | x     | x                       |            | rondo im. Jana Pawła II, skrzyżowanie ul. 11 Listopada z ul. Zaruskiego, w pobliżu sklepu Kaufland oraz parku handlowego |
| Dańdówka 19 / Dańdówka           | 12              |         |            |       | x                       |            | ul. Andersa, skrzyżowanie z ul. 11 Listopada.                                                                            |
| Kalinowa 20 / Niwka              | 12              |         |            |       | x                       |            | ul. Wojska Polskiego, skrzyżowanie z ul. Kalinową.                                                                       |
| Park Kuronia 21 / Kazimierz      | 24              | x       |            | x     | x                       | x          | ul. Armii Krajowej, parking przy Parku im. Jacka Kuronia                                                                 |
| Porąbka 22 / Porąbka             | 12              |         |            |       | x                       |            | skrzyżowanie ul. Zagórskiej z ul. Wiejską w Sosnowcu.                                                                    |
| Sienkiewicza 23 / Centrum        |                 |         |            |       |                         |            | skrzyżowanie ul. Dekerta i ul. Sienkiewicza ( w pobliżu CH Plaza )                                                       |
| Milowice                         | 10              |         |            |       |                         |            | Osiedle Kalety / Hala Sportowa / Park Tysiąclecia                                                                        |
| ??                               |                 |         |            |       |                         |            | |

## Galeria

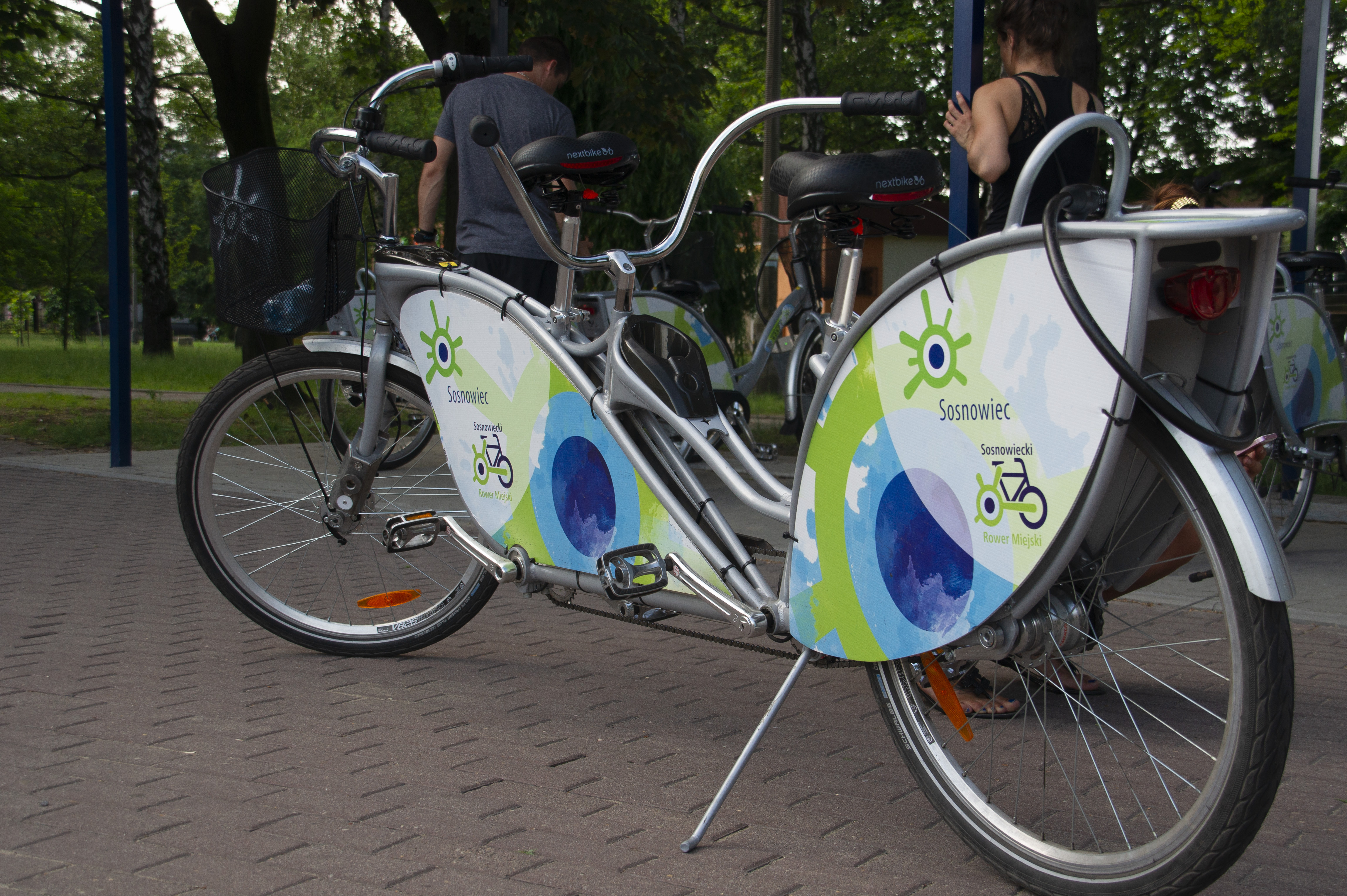
Rower typu Tandem
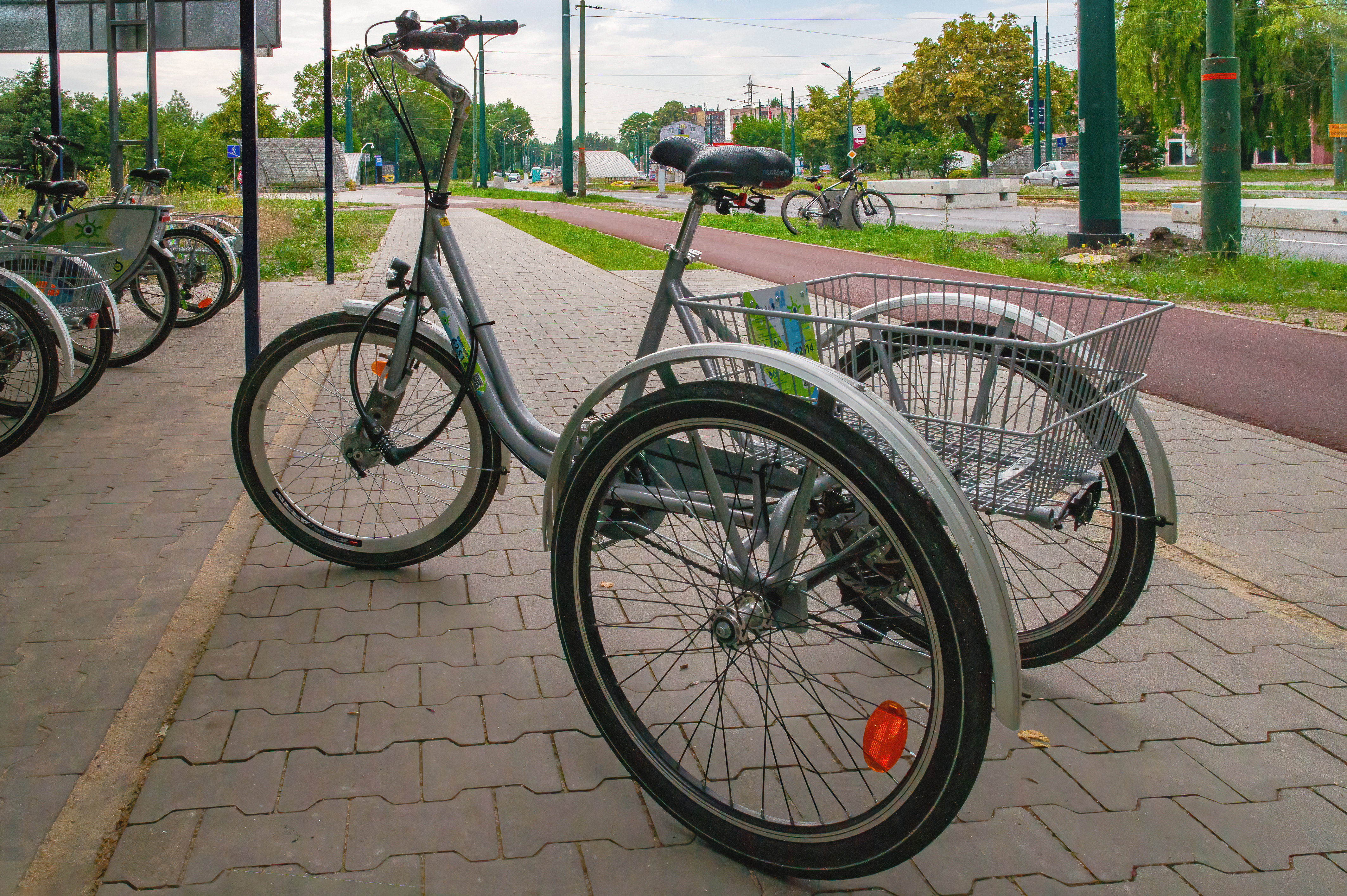
Rower trójkołowy
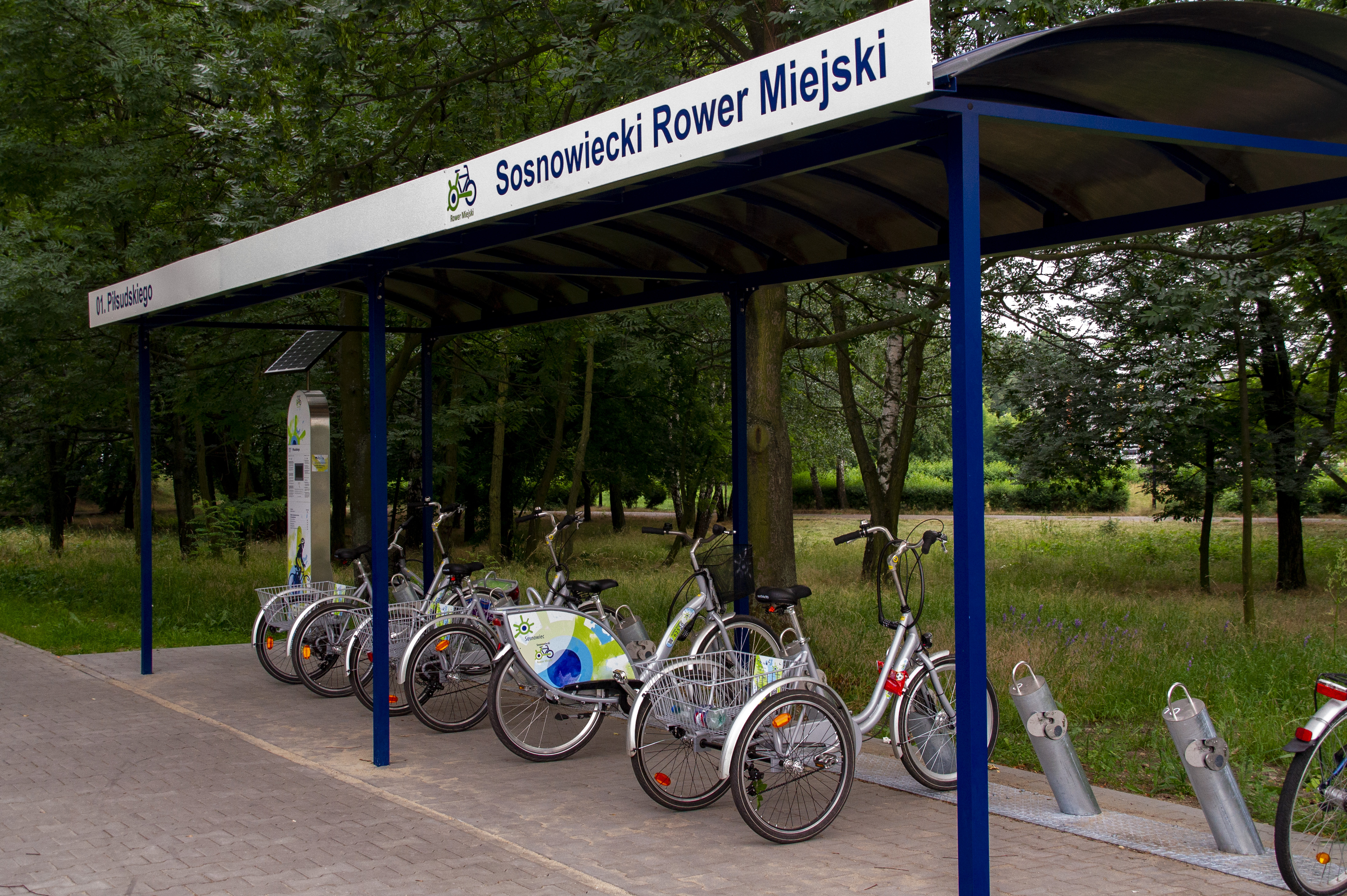
Stacja nr 01 – Piłsudskiego (Egzotarium)
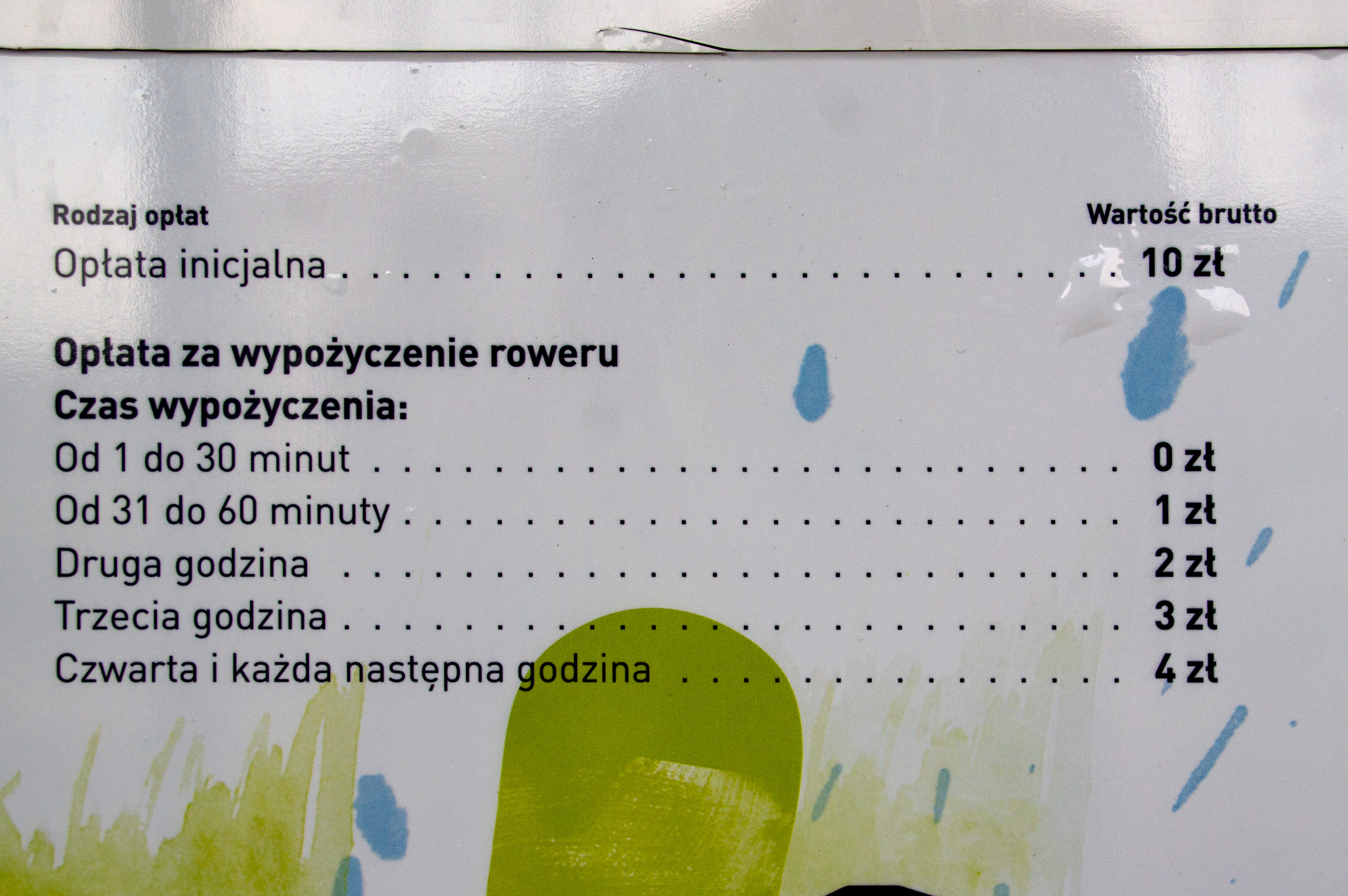
Cennik wypożyczenia rowerów Sosnowieckiego Roweru Miejskiego
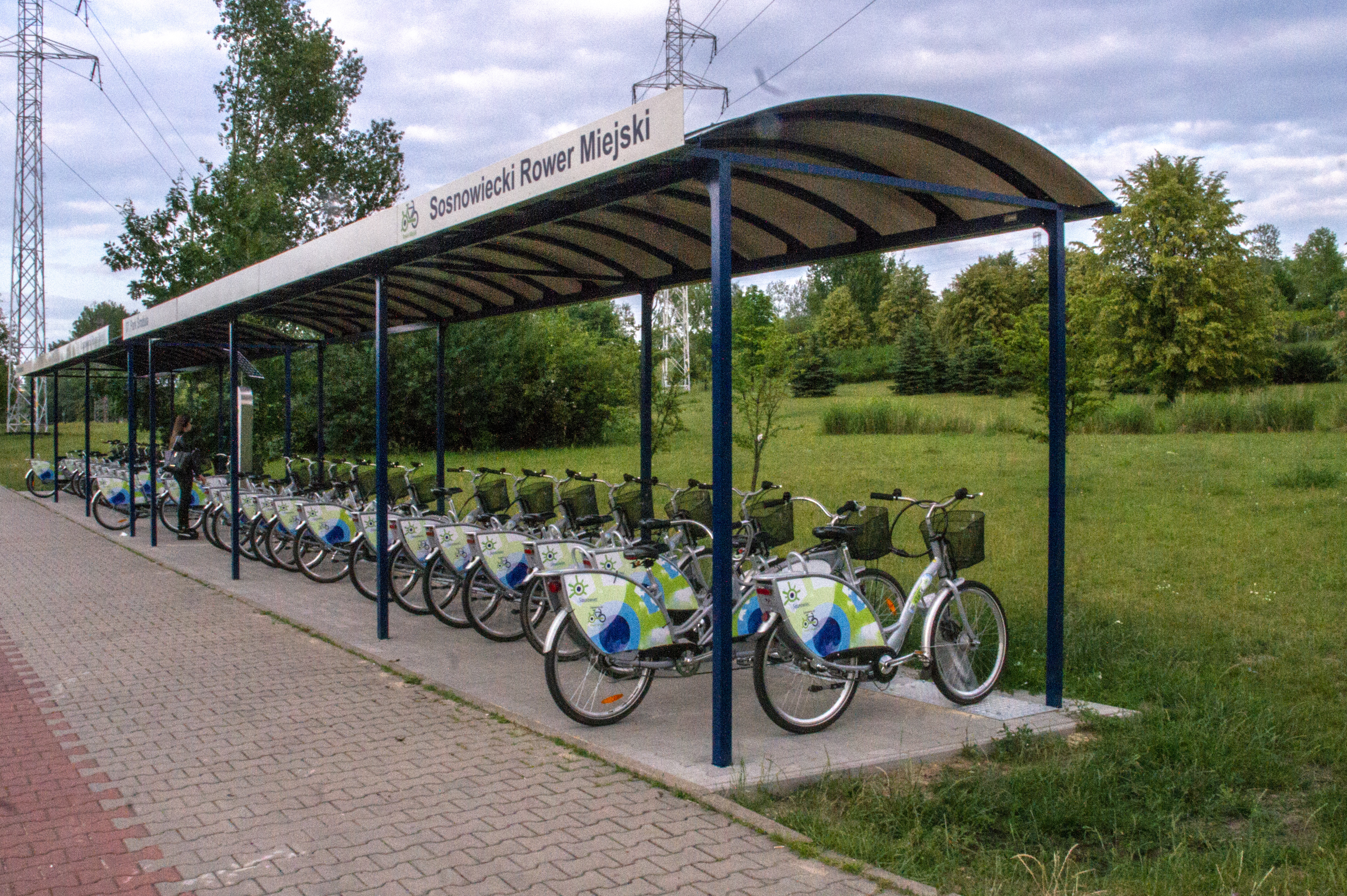
Stacja nr 07 – Park Środula – 30 stojaków
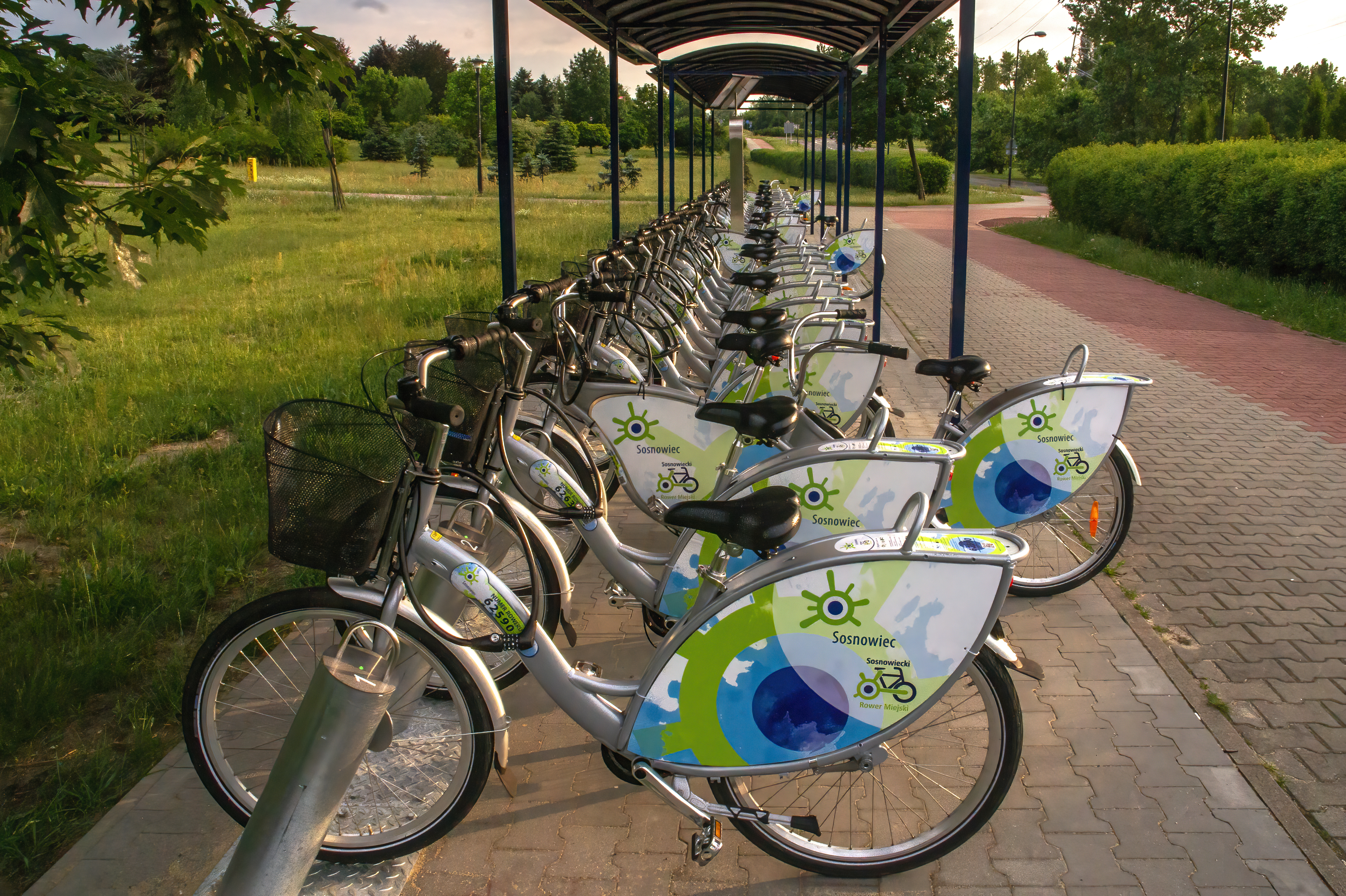
Stacja nr 07 – Park Środula – 30 stojaków
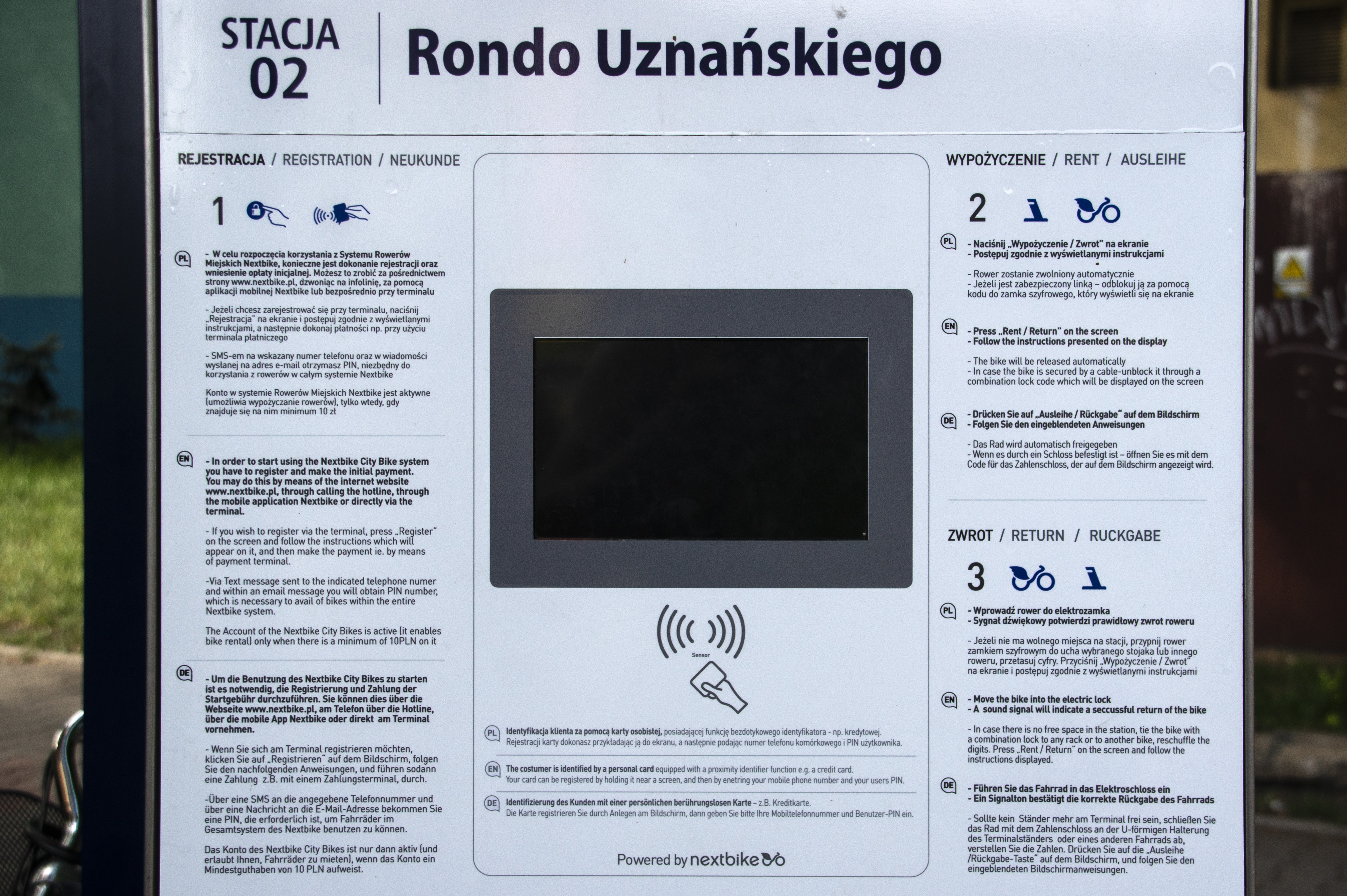
Instrukcja obsługi
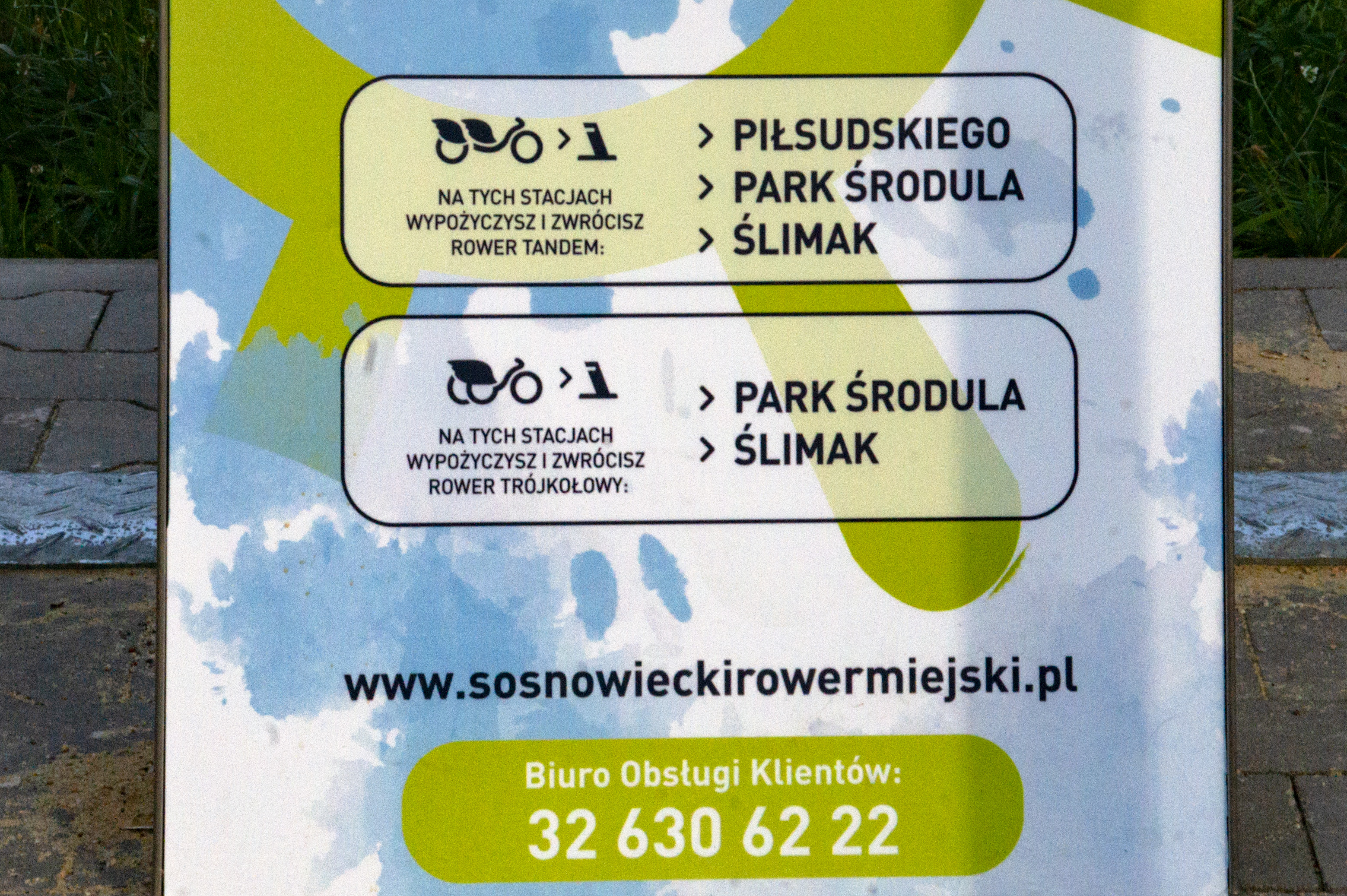
Domyślna i regulaminowa lokalizacja rowerów typu tandem i trójkołowych
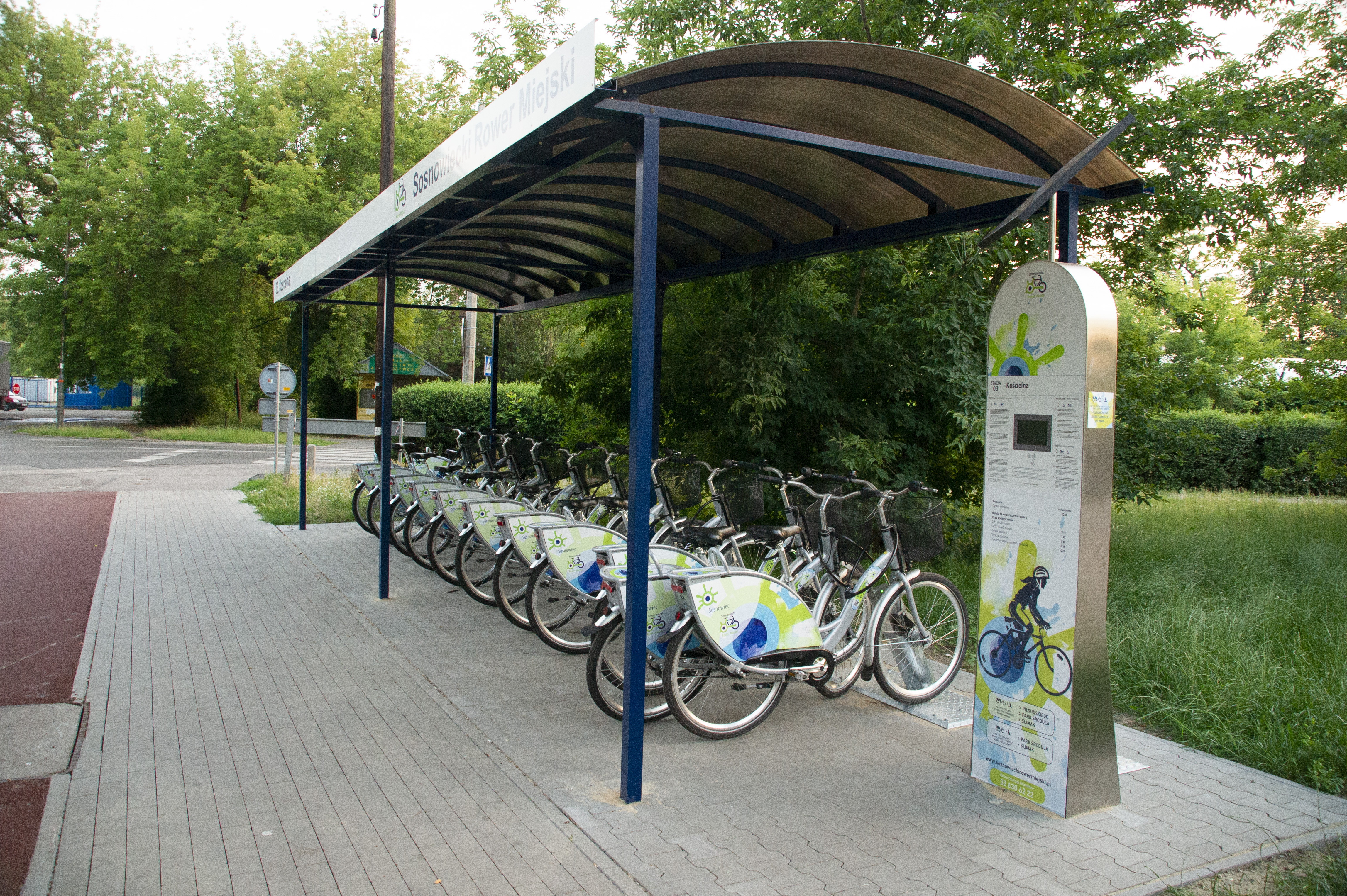
Stacja nr 03 – Kościelna – 10 stojaków
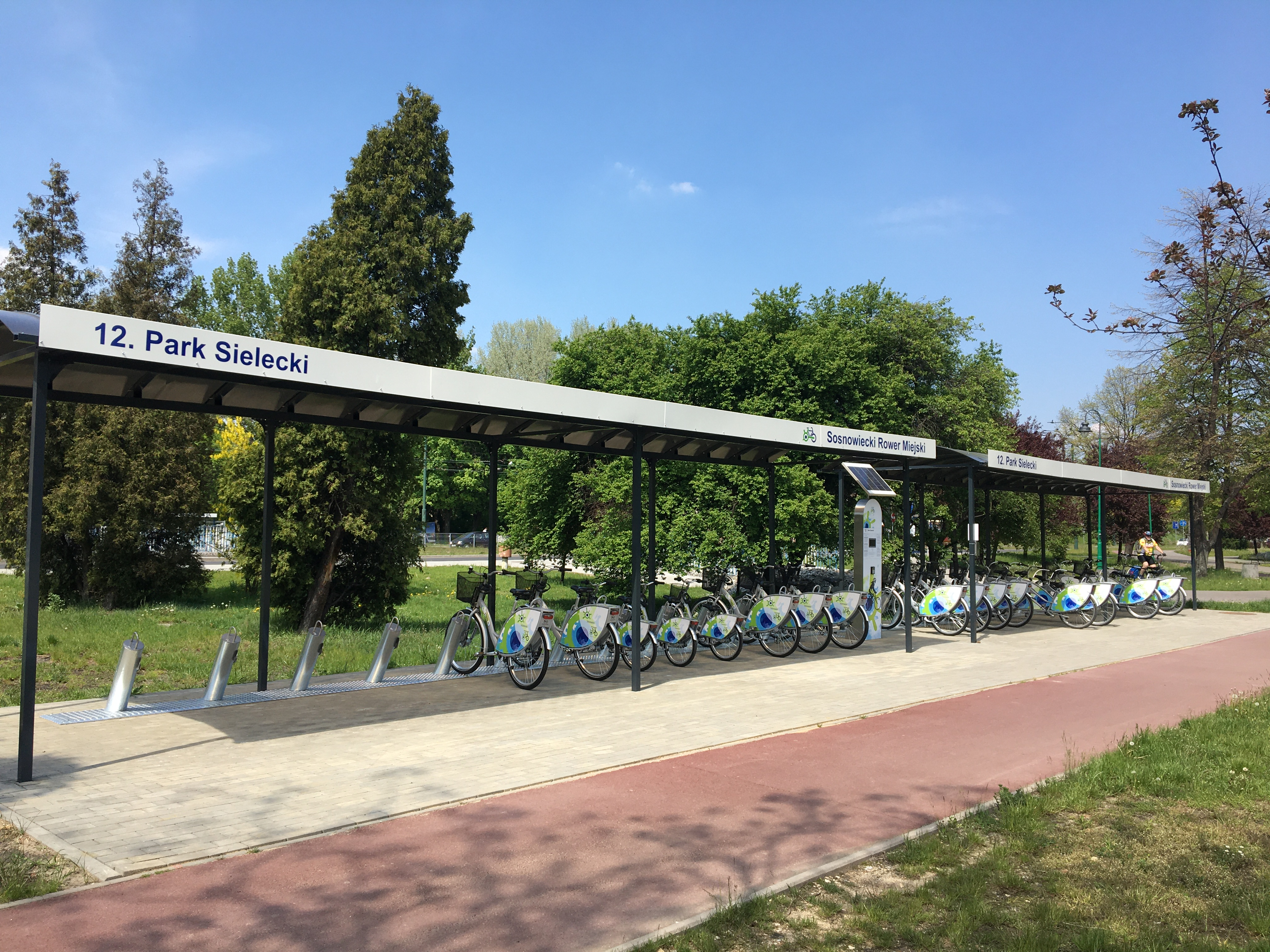
Stacja nr 12 – Park Sielecki
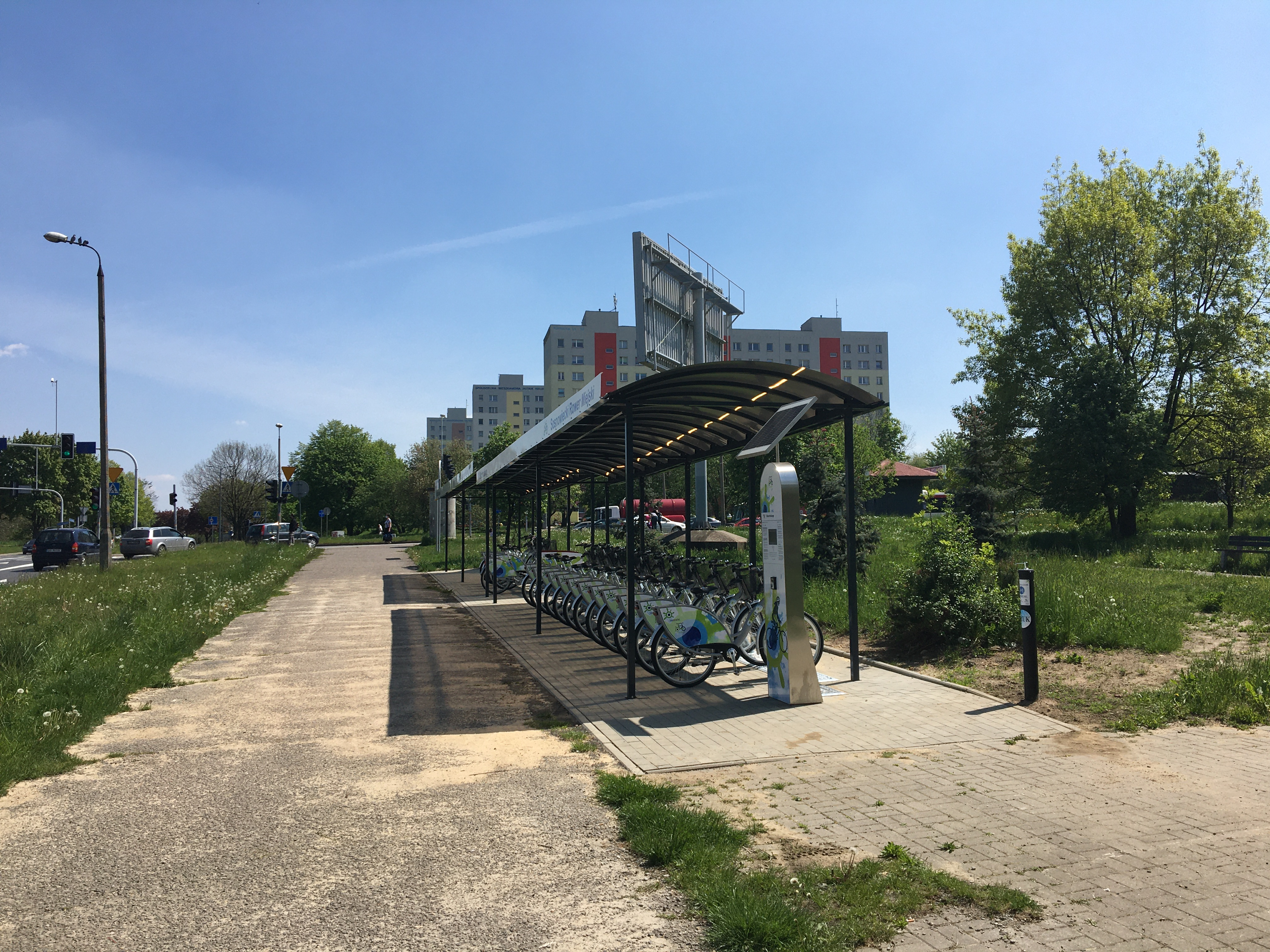
Stacja nr 17 – Blachnickiego

## Statystyki
| Lata | Całkowita liczba wypożyczeń w sezonie | Liczba rowerów | Liczba stacji | Liczba zarejestrowanych użytkowników | Start      | Koniec       | Najpopularniejsza stacja / wypożyczenia                                     | Średni czas |
| ---- | ------------------------------------- | -------------- | ------------- | ------------------------------------ | ---------- | ------------ | --------------------------------------------------------------------------- | ----------- |
| 2018 | > 35 000                              | 130            | 9             | 6 400                                | 1 czerwca  | 30 listopada | Park Środula, Piłsudskiego, Rondo Ludwik                                    | 34m31s      |
| 2019 | > 40 000                              |                | 10            | 10 800                               | 1 kwietnia | 30 listopada | Piłsudskiego (2478), Park Środula (2184) Rondo Zagłębia Dąbrowskiego (2032) | 28m25s      |
| 2020 | 69 000                                | 270            | 22            | 18 121                               | 11 maja    | 30 listopada | Stawiki (8 376) Gospodarcza: (5035) Park Sielecki: (4625)                   | 35m30s      |
| 2021 | 49 302                                | < 300          | 23/22         |                                      | 1 kwietnia | 30 listopada | Stawiki (4836 ) Park Kuronia (3343)                                         |             |
| 2022 |                                       | < 300          | 25            |                                      | 1 kwietnia | 30 listopada |                                                                             |             |